# Alanis Morissette
Alanis Nadine Morissette, ameriško-kanadska pevka, tekstopiska, kitaristka, producentka in igralka, * 1. junij 1974, Ottawa,  Ontario, Kanada.
Prejela je 16 nagrad juno in sedem grammyjev. Dvakrat je bila nominirana za nagrado zlati globus in bila med nominiranci za nominacije za nagrado oskar. Svojo kariero je pričela v Kanadi, kjer je že kot najstnica posnela dva dance-pop albuma Alanis in Now Is the Time pri glasbeni založbi MCA Records. Njen prvi mednarodno uspešni album je bil leta 1995 izdani Jagged Little Pill, na katerem je bilo čutiti močan vpliv rocka. Album je bil po svetu prodan v 33 milijonih izvodov. Njen naslednji album Supposed Former Infatuation Junkie, ki je bil izdan leta 1998, se je prav tako uspešno prodajal. Pri naslednjih albumih je Morissettova nastopila tudi v vlogi producentke, to so bili albumi Under Rug Swept, So-Called Chaos in Flavors of Entanglement. Pevka je skupaj prodala več kot 60 milijonov izvodov albumov.

## Diskografija
- Alanis (1991)
- Now Is the Time (1992)
- Jagged Little Pill (1995)
- Supposed Former Infatuation Junkie (1998)
- Under Rug Swept (2002)
- So-Called Chaos (2004)
- Flavors of Entanglement (2008)
- Havoc and Bright Lights (2012)
- Such Pretty Forks in the Road (2020)
- The Storm Before the Calm (2022)